# Ceroxylon parvum
Ceroxylon parvum är en enhjärtbladig växtart som beskrevs av Gloria A. Galeano. Ceroxylon parvum ingår i släktet Ceroxylon och familjen Arecaceae. Inga underarter finns listade i Catalogue of Life.